# 한국전력공사 야구단
한국전력공사 야구단은 1946년부터 2002년까지 실업리그에 참여하고, 현재는 사회인 야구단으로 활동 중인 구단이다. 유니폼은 초록색이며, 원래 남선전기 야구단으로 운영되다가 1961년 남선전기가 경성전기, 조선전업과 통폐합된 이후 1962년부터 경성전기 야구단, 조선전업 야구단을 흡수하여 운영 중이다.

## 주요 선수
- 김명성
- 박영길
- 황성록
- 강태정
- 이박
- 김해선
- 권백행
- 김용운
- 어우홍
- 김동엽
- 김응용
- 유백만
- 김병일
- 최동원
- 임호균
- 유두열
- 이철성
- 인호봉
- 백재우
- 이충순
- 김현홍
- 한형국
- 강용수
- 김용달